# Гасанов, Ширин Гасан оглы
Ширин Гасан оглы Гасанов (азерб. Şirin Həsən oğlu Həsənov, 1817, Черекен, Карабахское ханство — 1973, Черекен, Джебраильский район, СССР), известный в народе как Ширин-баба (дедушка Ширин) — азербайджанский советский колхозник, чабан, неверифицированный долгожитель, проживший, согласно непроверенным данным, 156 лет. Дата рождения Гасанова, 1 января 1817 год, была указана в его паспорте, но не была подтверждена такими организациями, как Группа геронтологических исследований и Книга рекордов Гиннесса.

## Биография
Ширин Гасан оглы Гасанов родился 1 января 1817 года. Эта дата была указана и в паспорте Гасанова. Жил в селе Черекен Джебраильского района, куда можно было добраться из районного центра Джебраил или на машине или верхом на лошади. По словам самого Гасанова, он помнит тех, кого в его селе забирали в солдаты на Русско-турецкую и Крымскую войну. Своего старшего сына Гасанов проводил в последнюю Великую Отечественную войну. Он погиб на фронте.
Вспоминая о том, как в его село пришла Советская власть, Гасанов рассказывал:
Сначала мы услышали, что в России прогнали царя. А потом появились в нашем и соседних аулах люди, которых называли большевиками. Когда установили Советскую власть, у меня своя земля появилась.
В 1967 году Ширину Гасанову исполнилось 150 лет. Среди всех долгожителей Джебраильского района, которым было по сто и больше лет, Гасанов был самым старшим.
За здоровьем Ширина Гасанова следили врачи поликлиники. По словам врача-терапевта Гершасиба Исмаилова, в 1967 году пульс Гасанова был 78 ударов в минуту, ритмично-напряжённый, что, согласно Исмаилову, являлось хорошим показателем. Граница сердца Гасанова была в пределах нормы, тон сердца — приглушённый. Артериальное давление долгожителя было 150 на 80, дыхание обычное, лёгкие чистые, мышцы крепкие. Только с зубами у Гасанова были проблемы: своих осталось только два.